# 澳大利亞副獅子魚
澳大利亞副獅子魚，為輻鰭魚綱鮋形目杜父魚亞目獅子魚科的其中一種，分布於大澳大利亞灣海域，棲息深度1090-1160公尺，體長可達16.4公分，為深海底棲性魚類，屬肉食性，生活習性不明。
种加名 australiensis 意为“澳大利亚的”。